# 素帕薩拉·他那差
素帕薩拉·他那差（曾誤譯為素帕莎·他那差，羅馬化：Supassara Thanachart，1995年04月29日—），小名Kao，出生於泰國曼谷，為泰國著名女演員及模特。2013年，在《荷爾蒙》電視劇系列飾演Sprite一角而人氣竄升。

## 生平

### 早期生活
Kao於1995年4月29日出生於泰國曼谷，是家中的獨生女。畢業於圣弗朗西斯泽维尔修道院学校、讪森维塔亚莱学校與泰國農業大學的經濟學院。

### 暱稱由來
Kao曾於個人Vlog分享小名“Kao”的由來，因自己出生於29日，且出生時體重為2900公克。她的母親因此覺得「9」這個數字别具意义，便為她取了這個暱稱。

## 演藝經歷
2012年Kao出演了電視劇《Club Friday The Series 1：過去的回憶該如何面對》，在劇中飾演Jane一角出道。2013年因出演青少年劇集《荷爾蒙》人氣上升。
2016年，與泰國第3電視台簽訂演員合約。
2022年，與泰國第3電視台的合約到期，成為自由藝人。

## 影視作品

### 電視劇
| 首播年份 | 戲名                                               | 戲名   | 播放平台      | 角色                            | 備註            |
| 首播年份 | 譯名                                               | 原文名 | 播放平台      | 角色                            | 備註            |
| 2012年   | 《Club Friday The Series 1：過去的回憶該如何面對》 |        | Green Channel | Jane                            | 主演            |
| 2013年   | 《荷爾蒙》                                         |        | GMM One       | Suttanuch Sujindhara （Sprite） | 主演            |
| 2013年   | 《The Taste Of Love》                              |        | YouTube       | Kao Supassara                   | 主演            |
| 2014年   | 《荷爾蒙2》                                        |        | GMM25         | Suttanuch Sujindhara （Sprite） | 主演            |
| 2014年   | 《Sandy：The Series-美好》                         |        | True4U        | Sandy                           | 主演            |
| 2015年   | 《STAY Zaka...我會想你的》                         |        | GMM25         | Jook                            | 主演            |
| 2015年   | 《荷爾蒙3》                                        |        | GMM One       | Suttanuch Sujindhara （Sprite） | 客串 （第13集） |
| 2015年   | 《情歌愛的故事之服輸》                             |        | GMM25         | Mameaw                          | 主演            |
| 2016年   | 《Dancer Ta-Luang Sai》                            |        | Workpoint TV  | Khim                            | 主演            |
| 2016年   | 《O型血》                                          |        | GMM25         | Foon                            | 主演            |
| 2018年   | 《尖峰2018》                                       |        | Ch3Thailand   | Tapao                           | 主演            |
| 2018年   | 《笛聲悠長2018》                                   |        | Ch3Thailand   | Sarapee / Nisa                  | 主演            |
| 2019年   | 《我的秘密新娘2019》                               |        | Ch3Thailand   | Thanamat Munjai （Suam）        | 主演            |
| 2020年   | 《直到天空迎來太陽》                               |        | Ch3Thailand   | Wanfahmai Warawit （Paeng）     | 主演            |
| 2022年   | 《纏愛之根》                                       |        | Ch3Thailand   | Roithongsai （Sai）             | 主演            |
| 2025年   | 《月亮上的兔子》                                   |        | One 31        |                                 | 主演            |
| 待公布   | 《欺詐遊戲》                                       |        | Ch3Thailand   |                                 | 主演            |
| 待公布   | 《設計愛情》                                       |        | 待公布        | Okbaeb                          | 主演            |

### 網路劇
| 首播年份 | 戲名              | 戲名   | 播放平台             | 角色                               | 備註 |
| 首播年份 | 譯名              | 原文名 | 播放平台             | 角色                               | 備註 |
| 2023年   | 《Faceless Love》 |        | Prime Video Thailand | Niraamphan Phaisanphisai （Mirin） | 主演 |

### 電影
| 年份   | 上映日期                                    | 片名               | 片名   | 角色         | 備註             |
| 年份   | 上映日期                                    | 譯名               | 原文名 | 角色         | 備註             |
| 2014年 | 2014年8月7日（泰國） 2014年8月29日（臺灣）  | 《水男骸》         |        | Ice （小冰） |                  |
| 2014年 | 2014年12月4日（泰國）                       | 《我們之間》       |        | Rin          | 微電影           |
| 2016年 | 2016年5月5日（泰國）                        | 《變鬼之魂飄東京》 |        | Rose         |                  |
| 2017年 | 2017年2月14日（泰國）                       | 《我們相愛的時刻》 |        | Jeab         |                  |
| 2019年 | 2019年9月17日（泰國） 2019年10月9日（臺灣） | 《只有我能喜歡妳》 |        | Lin （小琳） |                  |
| 2025年 |                                             | 《蛊降》           |        |              | 首部马来西亚电影 |

## 音樂作品
| 年份       | 歌名         | 歌名   | 合作藝人                         | 備註                         |
| 年份       | 譯名         | 原文名 | 合作藝人                         | 備註                         |
| 2017年2月  | 被迫         |        | Somkiat                          | 電影《我們相愛的時刻》原聲帶 |
| 2018年4月  | 直到生命盡頭 |        | 不適用                           | 《尖峰2018》原聲帶           |
| 2019年11月 | 想延長時間   |        | 不適用                           | 《我的秘密新娘2019》原聲帶   |
| 2021年2月  | 未知         |        | Wonderframe Ble Patumrach R-Siam | Garnier Thailand 廣告曲      |

## 演唱會
| 年份   | 名稱                                           |
| 2018年 | LOVE IS IN THE AIR : CHANNEL 3 CHARITY CONCERT |

## 獎項與提名
| 年份   | 頒獎典禮                   | 獎項                  | 入圍作品／提名人物 | 結果   |
| 2014年 | M Thai TOP TALK About 2014 | 最受關注女演員        | 素帕薩拉·他那差    | 獲獎   |
| 2017年 | Kazz Awards 2017           | Bang Girl of The Year | 素帕薩拉·他那差    | 獲獎   |
| 2023年 | 19th Kom Chad Luek Awards  | 最佳女主角            | 《纏愛之根》       | 待公布 |
| 2023年 | 19th Kom Chad Luek Awards  | 人氣女演員            | 素帕薩拉·他那差    | 提名   |
| 2023年 | Maya TV Awards 2023        | 年度魅力女星          | 素帕薩拉·他那差    | 提名   |

## 備註

## 外部連結
- 素帕薩拉·他那差的Instagram帳戶（泰文）
  - 素帕薩拉·他那差的Instagram帳戶（小帳）
- YouTube上的素帕薩拉·他那差頻道（泰文）